# 吕奈
吕奈（法語：Lunay，法語發音：[lynɛ]）是法国卢瓦-谢尔省的一个市镇，位于该省西北部，属于旺多姆区。

## 地理
吕奈（47°48'33"N, 0°54'55"E）面积38.63 平方千米，位于法国中央-卢瓦尔河谷大区卢瓦-谢尔省，该省份为法国中北部省份，北起厄尔-卢瓦省，东北接卢瓦雷省，东南接谢尔省，南至安德尔省，西南接安德尔-卢瓦尔省，西北接萨尔特省。
与吕奈接壤的市镇（或旧市镇、城区）包括：方丹莱科托、福尔唐、马藏热、卢瓦河畔蒙图瓦尔、莱罗什莱韦克、圣里迈、布赖河畔萨维尼、托雷拉罗谢特。

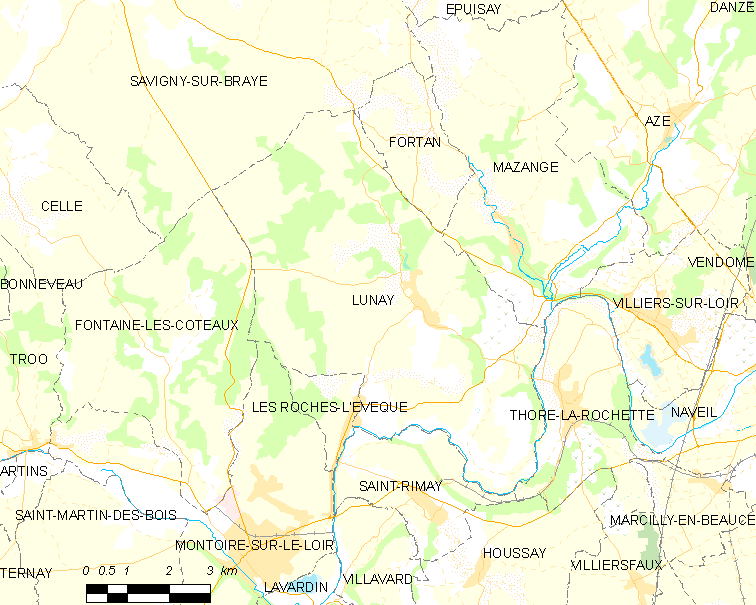
吕奈的OSM定位图

吕奈的时区为UTC+01:00、UTC+02:00（夏令时）。

## 行政
吕奈的邮政编码为41360，INSEE市镇编码为41120。

## 政治
吕奈所属的省级选区为卢瓦河畔蒙图瓦尔县。

## 人口

1962-2008年间吕奈人口变化图示

吕奈于2022年1月1日时的人口数量为1260人。